# Mommy/マミー
『Mommy/マミー』（Mommy）は、グザヴィエ・ドラン監督による2014年のカナダ映画。第67回カンヌ国際映画祭ではパルム・ドールの候補となり、審査員賞を受賞した。

## ストーリー
未亡人の女性ダイアン(ダイ)。ADHDをもつ彼女の息子スティーヴは、入居している施設で放火騒ぎを起こし、強制的に退所させられてしまう。ダイはスティーヴを引き取り、2人での生活を始めるが、感情の起伏が激しいスティーヴの衝動的な行動に頭を悩ませる。
そんなある日、ダイとスティーヴは向かいの家に住むカイラと出会う。カイラはスティーヴの世話に通うようになり、3人で互いに助け合う生活が始まる。生きる希望を取り戻すダイアンだったが、スティーヴの放火で火傷を負った施設の入居者から治療費を支払うよう訴えを起こされ、生活は困窮していく。

## 製作
昨今の一般的な映画の画面アスペクト比は、1.85:1(ビスタ・サイズ)、もしくは2.35:1(シネマスコープ)となっているが、本作品の画面アスペクト比は1:1で、映像は正方形で上映される。
監督のドランは、「1:1のアスペクト比はより慎ましく、プライベートな表現様式だと思う。この映画の登場人物たちの生へ没入するのに幾分適している」とコメントしている。

## 評価
映画のレビューを集積するウェブサイトRotten Tomatoesは、115個のレビューに基づき、トマトメーターを89%、評価の平均を7.9/10とし、「その評価にふさわしく、意欲的。ドランをさらに印象的な監督にした」という総評を与えた。Metacriticでは34個のレビューに基づき、加重平均値は74/100となった。
2014年5月21日、『ガーディアン』のピーター・ブラッドショーは「派手で、非慣習的。貧乏人のおしゃべりから予期せぬ性愛、驚くべき感情的な深みがある」と評し、四つ星評価を与えた。
2014年5月22日にはカンヌ国際映画祭でプレミア上映され、13分間のスタンディングオベーションを受けた。ドランが審査員賞を受賞した後、『ガーディアン』記者のXan Brooks(en)は「騒々しく、エディプス的なコメディへ審査員賞が与えられた」と評した。